# 尹秀珍
尹秀珍（1963年—），女，北京人，中国当代雕塑与装置艺术家。曾在世界各地举办个人展览。现居北京。

## 生平
1963年生。北京市人。父亲是军人，常年在外地执行任务。母亲是服装厂职工。尹秀珍在家里排行老三。从小喜欢跟着姐姐玩剪纸、颜料盒和画笔。高中毕业后，没有考上大学，成了待业青年。曾经做过油漆工，后来萌生了到大学学习艺术的想法。于是晚上加班补习文化课，周末学画画。经过多次失败后，终于在1985年考上北京师范学院（现首都师范大学）美术系油画专业。1989年本科毕业。
毕业后，她在中央工艺美院附属中学执教。从1994年起，她开始放弃从事多年的绘画，转向制作装置作品，是中国“公寓艺术”的最早的实践者之一。她也由此在国内和国际当代艺坛上崭露头角。
1993年，她与宋冬结婚。

## 作品风格
尹秀珍擅长以衣物布料、水泥、瓷、旧家具等创作材料为基础，进行拼接和重塑，把过去的经历与当下体验编织在一起，传达出对现代社会全球化问题的探索。在高度发展和城市化的背景下，平常的事物很容易被人们忽略。在试图传达全球性变化之下个体生命状态的过程中，她将“记忆”与“经验”融合起来。以“忘却的记忆”作为审视其周围政治、社会以及环境的批判工具。
|          | ...长大后，每个人好像都在不断以很快的速度在买新衣服，然后淘汰，然后再买新衣服，再淘汰。我就很奇怪，他们是在什么因素的驱使下这么做呢？是一种心理的恐慌呢？还是他要追求什么东西呢？ |
| ——尹秀珍 | |

## 主要展览
| 时间   | 主题                       | 地点               |
| ------ | -------------------------- | ------------------ |
| 1995年 | 尹秀珍艺术展-装置、多媒介  | 北京当代艺术馆     |
| 1996年 | 尹秀珍装置艺术展“废都”     | 首都师范大学美术馆 |
| 1997年 | 尹秀珍户外艺术“晾衣服”     | 北京华严里双连亭   |
| 1997年 | 尹秀珍装置艺术展“餐桌”     | 柏林艺术废墟       |
| 1998年 | 尹秀珍装置艺术展“脑”       | 曼彻斯特           |
| 2000年 | 尹秀珍装置艺术展“建筑材料” | 墨尔本             |
| 2001年 | 尹秀珍的旅行箱及其他       | 柏林亚洲艺术画廊   |
| 2001年 | 衣服飞机—西门子制造        | 西门子             |